# Aung San Suu Kyi
Aung San Suu Kyi (en birmano, အောင်ဆန်းစုကြည် /àuɴ sʰáɴ sṵ tɕì/; Rangún, 19 de junio de 1945) es una política birmana. El 30 de marzo de 2016, asumió los ministerios de Exteriores, Energía, Educación y la Oficina de la Presidencia. No pudo asumir la Presidencia del Gobierno a pesar de que el partido que lidera, Liga Nacional para la Democracia (LND), ganó las elecciones celebradas en noviembre de 2015, puesto que la Constitución birmana prohíbe ocupar el puesto a quienes tengan hijos  con pasaporte extranjero y los de Suu Kyi tienen nacionalidad británica. El Parlamento —en el que el LND tiene mayoría absoluta— eligió como presidente a Htin Kyaw, amigo íntimo de Suu Kyi y con cuatro de los ministerios más importantes del gobierno; Aung San Suu Kyi pasaría a gobernar en la sombra.
La lucha de Suu Kyi por la democratización de Birmania recibió el apoyo internacional a través de numerosos premios: recibió el Premio Rafto; en 1990, el Premio Sájarov por la libertad de pensamiento y, en 1991, el Premio Nobel de la Paz. En 1992 recibió el Premio Jawaharlal Nehru para el entendimiento internacional, otorgado por el Gobierno de India y el Premio Internacional Simón Bolívar, por el Gobierno de Venezuela. En 2012, el Gobierno de Pakistán le dio el premio Shaheed Benazir Bhutto por la democracia. En 2007, el Gobierno de Canadá la hizo su ciudadana honoraria, es la cuarta persona en recibir este honor. En 2011, fue premiada con la medalla Wallenberg. El 19 de septiembre de 2012, fue presentada con la Medalla de Oro del Congreso, que es, junto con la Medalla Presidencial de la Libertad, el más alto honor civil de los Estados Unidos.
Sin embargo, todos estos honores han visto cuestionada su legitimidad debido a la inacción y el negacionismo de la laureada en relación a la limpieza étnica de los rohinyá, una minoría musulmana en la región occidental del país. Dicha participación ya le ha costado el Premio de la Libertad de Oxford y el Premio Elie Wiesel, entregado por el Museo del Holocausto de Estados Unidos. Otras tres Nobel de la Paz, la yemení Tawakkol Karman, la norirlandesa Mairead Maguire y la iraní Shirin Ebadi, han expresado profundas críticas a Suu Kyi tras visitar los campos de refugiados de Bangladés.
En la actualidad Suu Kyi se encuentra bajo arresto domiciliario después del golpe militar ocurrido el 1° de febrero de 2021, tras el arrollador triunfo electoral obtenido por su partido en las elecciones generales de noviembre de 2020, mediante el cual debían asumir el gobierno del país al día siguiente.

## Biografía
Aung San Suu Kyi nació en Birmania el 19 de junio de 1945, en Rangún (también conocido como Yangon). Su padre, llamado Aung San, fundó el Ejército Birmano Moderno y en 1947 negoció la independencia de Birmania del Imperio Británico. Ese mismo año "fue asesinado junto a media docena de sus partidarios por orden de U Saw, un rival en el proceso de emancipación". Aung San Suu Kyi tuvo dos hermanos, Aung San Lin y Aung San Oo, en Rangún. Aung San Lin murió a la edad de 8 años, ahogado en el lago artificial en el jardín de su propia casa. Su hermano mayor emigró a San Diego, California, convirtiéndose en ciudadano de los Estados Unidos. Después de la muerte de Aung San Lin, la familia se mudó a una casa en Inya Lake, donde Suu Kyi conoció a personas de diversos antecedentes, ideologías políticas y religiones. Fue educada en una escuela inglesa metodista  (hoy en día Educación Media superior No. 1 Dagon). Pasó la mayoría de su infancia en dicha escuela, donde sobresalía por tener el talento de aprender idiomas. Habla con fluidez cuatro idiomas: birmano, inglés, francés y japonés. Practica el budismo theravada.

### Nombre
El nombre Aung San Suu Kyi, como otros birmanos, no incluye apellidos, solamente sus nombres personales. En su caso, es derivado de tres parientes: "Aung San" por su padre, "Suu" por su abuela paterna y  "Kyi" por su madre, Khin Kyi.
Los birmanos se refieren a ella como Daw Aung San Suu Kyi. Daw, que literalmente significa "tía", no es parte de su nombre pero es un honor birmano para cualquier persona mayor o mujer venerada, que se puede traducir por "dama" o "señora". Los birmanos a veces se dirigen a ella como Daw Suu o Amay Suu ("Madre Suu").

### Vida personal
Khin Kyi, la madre de Suu Kyi, ganó popularidad como figura política en el recientemente formado Gobierno de Birmania. En 1960 fue nombrada embajadora en la India y Nepal, y Aung San Suu Kyi fue con ella. Suu Kyi estudió en un convento de Jesús y María en Nueva Delhi y ahí mismo, en 1964, se graduó en la Licenciatura en Política por parte del Colegio de Lady Shri Ram. Continuó su educación en St. Hugh's College, Oxford, obteniendo en 1967 un B.A. en filosofía, política y economía. Después de graduarse, vivió en la ciudad de Nueva York con la familia de su amiga Ma Than E, quien alguna vez fue una cantante pop muy popular en Birmania. Trabajó en las Naciones Unidas por tres años, primordialmente en asuntos relacionados con presupuestos y le escribía diariamente a su futuro esposo, el Dr. Michael Aris. El primero de enero de 1972, Aung San Suu Kyi se casó con Aris, un académico en cultura tibetana que vivía en Bután. En los siguientes años en Londres dio a luz a su primer hijo: Alexander Aris. En 1977 nació su segundo hijo, Kim Aris. Entre 1985 y 1987, Suu Kyi trabajaba en una maestría en Literatura Birmana como estudiante de investigación en el SOAS, la Escuela de Estudios Orientales y Africanos, en la Universidad de Londres. Fue nombrada miembro honorario del SOAS en 1990. Por dos años fue miembro del Instituto Indio de Estudios Avanzados (IIAS) en Shimla, India. También trabajó para el Gobierno de la Unión Birmana.
En 1988, Suu Kyi regresó a Birmania, en un inicio para atender a su madre convaleciente, pero después para liderar el movimiento en pro de la democracia. Aris la visitó en la Navidad de 1995 y esta resultó ser la última vez que él y Suu Kyi se verían, debido a que Suu Kyi permaneció en Birmania y el dictador birmano le denegó cualquier visa de entrada. En 1997, Aris fue diagnosticado con cáncer de próstata, que posteriormente resultó ser de etapa terminal. A pesar de las apelaciones por parte de figuras importantes y diversas organizaciones, incluyendo los Estados Unidos, el secretario general de las Naciones Unidas Kofi Annan y el Papa Juan Pablo II, el Gobierno birmano argumentó que no le iban a conceder una visa debido a que no tenían las instalaciones para darle los cuidados que requería, y, en lugar de dársela, presionaron a Aung San Suu Kyi para que dejara Birmania. En ese tiempo, ella era libre, temporalmente, de su arresto domiciliario, pero estaba reacia a irse, temiendo que le negaran la entrada cuando tratara de regresar, ya que no confiaba en la garantía que le había ofrecido la junta militar.
Aris murió en su cumpleaños 53, el 27 de marzo de 1999. Desde 1989, cuando su esposa fue puesta en arresto domiciliario, él solo pudo verla cinco veces, siendo la última vez en Navidad de 1995. Ella también fue separada de sus hijos, quienes viven en Reino Unido y a inicios de 2011 lograron visitarla en Birmania.
El 2 de mayo de 2008, después de que el ciclón Nargis golpeara Birmania, Suu Kyi perdió el techo de su casa y tuvo que vivir sin electricidad en su arruinada residencia junto al lago. Usaba velas en la noche y no se le proveyó de ningún generador. Los planes para renovar y reparar la casa fueron anunciados en agosto de 2009. Suu Kyi fue liberada de su arresto domiciliario el 13 de noviembre de 2010

## Carrera política

### Inicios
Coincidentemente, cuando Aung San Suu Kyi regresó a Birmania en 1988, el antiguo líder militar de Birmania y cabeza del partido dominante, el general Ne Win, renunció. A este evento le siguieron masivas manifestaciones por la democracia el 8 de agosto de 1988 (la fecha 8–8–88 es un día considerado de buena suerte). Las manifestaciones del Levantamiento 8888 fueron reprimidas violentamente por el Gobierno. El 26 de agosto de 1988 dirigió medio millón de personas a un acto masivo frente a la Pagoda de Shwedagon, en la capital, haciendo un llamado por un gobierno democrático. Sin embargo, en septiembre, una nueva junta militar tomó el poder. 
Influenciada por la filosofía de la no violencia de Mahatma Gandhi  y más específicamente de los preceptos budistas, Aung San Suu Kyi se adentró en la política para trabajar por la democracia y ayudar a fundar la Liga Nacional para la Democracia el 21 de septiembre de 1988, pero la pusieron bajo arresto domiciliario el 20 de julio de 1989. Le ofrecieron liberarla si dejaba el país, a lo cual se negó. A pesar de su filosofía de la no violencia, un grupo de comandantes exmilitares y políticos que se unieron a la Liga durante la crisis creyeron que ella confrontaba demasiado y dejaron el partido. Sin embargo, mantuvo una enorme popularidad y apoyo entre los jóvenes del partido, con quienes pasaba la mayoría de su tiempo.
Durante su arresto domiciliario, Suu Kyi se mantuvo devota a las prácticas budistas y a estudiar el pensamiento budista. Su profundo interés por el budismo reflejó en sus escritos su énfasis en el amor y la compasión. También ha habido discusiones sobre la compatibilidad de la democracia y el budismo, así como la posibilidad de alcanzar la libertad de un gobierno autoritario a través del budismo.
Durante la crisis, el primer ministro de Birmania previamente electo de forma democrática, U Nu, comenzó a formar un gobierno interino y a invitar a los líderes de oposición para unirse. El primer ministro indio, Rajiv Gandhi, señaló su disposición para reconocer el gobierno interino. Sin embargo, Aung San Suu Kyi rechazó rotundamente el plan de U Nu, diciendo: "El futuro de la oposición debe ser decidido por las masas". El exgeneral de brigada Aung Gyi, otro político con influencias en la época de la crisis del 8888, siguió el convenio y rechazó el plan después de la negativa de Suu Kyi. Aung Gyi acusó después a varios miembros de la LND de ser comunistas y renunció al partido.

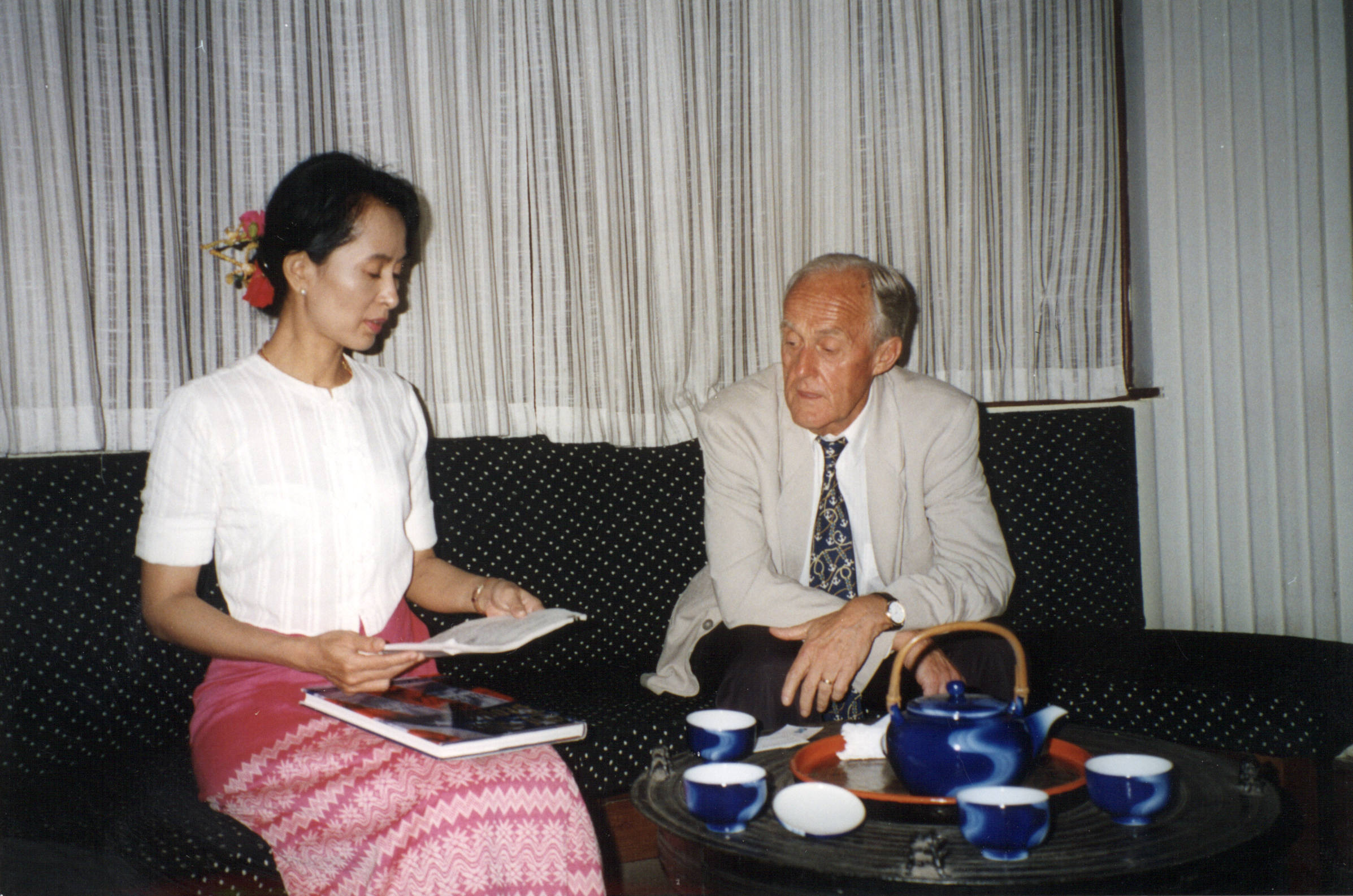
Suu Kyi se reúne con Edgardo Boeninger, del Instituto Nacional Demócrata para los Asuntos Internacionales en 1995.

### Elección general de 1990
En 1990, la junta militar llamó a una elección general en la que la Liga Nacional por la Democracia recibió 59% de los votos, garantizando el 80% de las vacantes del parlamento. Algunos reclaman que Aung San Suu Kyi debió haber asumido el cargo de primer ministro; sin embargo, no se lo permitieron, pues no se postuló como candidato en la elección (aunque ser miembro del parlamento no es estrictamente un prerrequisito para convertirse en primer ministro en la mayoría de los parlamentos). Los resultados fueron anulados y los militares se negaron a ceder el poder, lo que resultó en una protesta internacional. Aung San Suu Kyi fue puesta bajo arresto domiciliario en su casa ubicada en la avenida Universidad (16°49′32″N 96°9′1″E / 16.82556, 96.15028), en Ragún. En 1990 recibió el Premio Sakharov por la Libertad de Pensamiento y el Premio Nobel de la Paz un año después. Sus hijos Alexander y Kim aceptaron en su lugar el premio Nobel. Aung San Suu Kyi usó el dinero del premio Nobel de la Paz, 1.3 millones de dólares, para la salud, educación y confianza del pueblo birmano. En esta época, Suu Kyi declaró en 2007 su elección por la no violencia como una conveniente táctica política. "Yo no sostengo la no violencia por razones morales, sino por razones prácticas y políticas", expresó.
San Suu Kyi permanecería bajo arresto domiciliario en Birmania por casi 15 de los 21 años que transcurrieron del 20 de julio de 1989 al 13 de noviembre de 2010, convirtiéndose así en una de las más emblemáticas prisioneras políticas a nivel mundial.

### Ataque de 1996
El 9 de noviembre de 1996, el desfile de autos en el que iba viajando Aung San Suu Kyi, junto con otros líderes de la Liga Nacional por la Democracia, como Tin Ooy Kyi Maung, fue atacado en Ragún. Alrededor de 200 hombres se abalanzaron contra la caravana, empuñando cadenas de metal, porras, piedras y otras armas. El auto en el que permanecía Aung San Suu Kyi tenía la ventana trasera estrellada y el de Tin Oo y Kyi Maung, el parabrisas y las dos ventanas traseras destrozadas. Se cree que los atacantes eran miembros de la Asociación para el Desarrollo y la Unión Solidaria (ADUS) que fueron previamente pagados con una cantidad de 500 kyats ($0.50 USD) a cada uno por participar. La Liga Nacional por la Democracia presentó una queja oficial con la Policía y, de acuerdo con los reportes gubernamentales, se inició una investigación, pero ninguna acción fue tomada (Amnistía Internacional 120297).

### Arresto domiciliario
Aung San Suu Kyi fue puesta bajo arresto domiciliario por un total de 15 años, durante un periodo de 21 años en numerosas ocasiones desde que inició su carrera política, tiempo durante el cual se le impidió reunirse con sus partidarios y recibir visitas internacionales. En una entrevista, Suu Kyi dijo que mientras estuvo bajo arresto domiciliario pasó su tiempo leyendo filosofía, política y biografías que su esposo le mandaba. También pasaba su tiempo tocando el piano y ocasionalmente se le permitía tener visitas de diplomáticos extranjeros, así como de su médico personal.
Aunque estaba bajo arresto domiciliario, se le concedió a Suu Kyi un permiso para dejar Birmania bajo la condición de que nunca regresara. En vez de abandonar a su gente, Suu Kyi se sometió al arresto domiciliario y decidió sacrificar una vida con su esposo y sus dos hijos para permanecer con su gente: "Como madre, el mayor sacrificio ha sido tener que renunciar a mis hijos, pero siempre he estado consciente del hecho de que otros han tenido que renunciar a más cosas que yo. Nunca olvido a mis colegas que están en prisión, que sufren no solo físicamente sino mentalmente por sus familias que se encuentran desprotegidas en el exterior, en la gran prisión birmana bajo un gobierno autoritario". Su lealtad a la gente de Birmania y su solidaridad con aquellos presos por sus actos en favor de la democracia le han hecho ganar un profundo respeto entre la población birmana.
Los medios también fueron impedidos de visitar a Suu Kyi, como ocurrió en 1998, cuando el periodista Maurizio Giuliano fue detenido por oficiales de Aduana después de fotografiarla; le confiscaron todas sus cintas, filmaciones y algunas notas. En contraste, Suu Kyi fue visitada por representantes del gobierno, como en el invierno de 1994, cuando en su arresto domiciliario ella conoció al líder Burma, al general Than Shwe, y al general Khin Nyunt; esta reunión sucedió el 20 de septiembre y fue su primer encuentro desde que ella fue puesta en detención. En diversas ocasiones durante el arresto domiciliario de Suu Kyi's, ella tuvo periodos de mala salud que resultaron en su hospitalización.
El Gobierno Birmano detuvo y mantuvo prisionera a Suu Kyi porque la veía como alguien "capaz de quebrantar la paz y estabilidad común" de su país, y se le aplicaron los artículos 10(a) y 10(b) de la Acta de Protección estatal de 1975 (garantizando el poder del Gobierno de encarcelar gente hasta por cinco años sin juicio), y la sección 22 de la "Ley de Seguridad de Estado en contra de los Peligros de Aquellos que Desean Cometer Actos Subversivos." como herramientas legales en su contra. Ella continuamente apeló su detención y muchos países y figuras importantes continuaron haciendo un llamado para su liberación y el de los otros 2.100 prisioneros políticos del país. El 12 de noviembre de 2010, unos días antes de que el Partido por el Desarrollo y la Unión Solidaria ganara las elecciones realizadas después de una pausa de 20 años, la junta finalmente accedió a firmar la orden para permitir la liberación de Suu Kyi y su arresto domiciliario llegó a su fin el 13 de noviembre de 2010.

### Participación de las Naciones Unidas
Las Naciones Unidas (UN) intentaron facilitar el diálogo entre Suu Kyi y la junta. El 6 de mayo de 2002, realizando negociaciones dirigidas por la UN en un edificio secreto y confidencial, el Gobierno la liberó; y un portavoz le comunicó que era libre de salir, argumentando: "Estamos seguros de que podemos confiar unos en los otros". Aung San Suu Kyi proclamó que era "un nuevo amanecer para el país". Sin embargo, el 30 de mayo de 2003 en un incidente similar al ataque de 1996, una turba patrocinada por el Gobierno atacó su caravana en la localidad del norte de Depayin, y asesinó e hirió a muchos de sus seguidores. Aung San Suu Kyi se dio a la fuga con la ayuda de su conductor, Kyaw Soe Lin, pero fueron detenidos al llegar a Ye-T. El Gobierno la encarceló en la prisión de Insein, en Rangún. Posteriormente se sometió a una histerectomía, en septiembre de 2003, y el Gobierno la puso de nuevo en arresto domiciliario en Ragún. 
Los resultados de la facilitación por parte de la ONU han sido variados: Razali Ismail, un enviado especial de la ONU a Birmania, se reunió con Aung San Suu Kyi. El año siguiente, Ismail renunció a su cargo, en parte porque se le negó el reingreso a Birmania en varias ocasiones. Varios años después, en 2006, Ibrahim Gambari, subsecretario general de la ONU del Departamento de Asuntos Políticos, se reunió con Aung San Suu Kyi; esta fue la primera visita de un funcionario extranjero desde 2004. Él también se reunió más tarde con Suu Kyi durante el mismo año. El 2 de octubre de 2007, Gambari regresó para hablar con ella antes de que se reuniera con Than Shwe y los otros miembros del Estado Mayor en Naypyidaw. La televisión estatal transmitió a Suu Kyi con Gambari, poniendo en evidencia sus dos reuniones. Esta fue la primera aparición de Suu Kyi en los medios estatales en los cuatro años desde que comenzó su detención.
El Grupo de Trabajo de las Naciones Unidas para la detención arbitraria publicó un dictamen en el que menciona que la privación de libertad de Aung San Suu Kyi fue arbitraria y en contravención del artículo 9 de la Declaración Universal de los Derechos Humanos de 1948 y pidió que las autoridades de Birmania la liberaran, pero en ese momento estas ignoraron la petición. El informe de la ONU declaró que, de acuerdo con la respuesta del Gobierno de Birmania, "Daw Aung San Suu Kyi no ha sido arrestada, sólo se le ha tenido en custodia de protección, por su propia seguridad, y aunque se podrían haber iniciado acciones legales en su contra bajo la legislación interna del país ... se ha preferido adoptar una actitud magnánima, que le está proporcionando protección de sus propios intereses".
Tales afirmaciones fueron rechazadas por el general Khin Yi, el jefe de la Policía de Myanmar (MPF). El 18 de enero de 2007, el periódico estatal New Light of Myanmar acusó a Suu Kyi de evasión de impuestos por haber gastado el dinero del premio Nobel fuera del país. La acusación tuvo como consecuencia una resolución del Consejo de Seguridad de las Naciones Unidas patrocinada por Estados Unidos, en la que se condena a Birmania como una amenaza a la seguridad internacional; la resolución fue rechazada debido a la fuerte oposición de China, que mantiene fuertes lazos con la junta militar (China más tarde votó en contra de la resolución, junto con Rusia y Sudáfrica ).
En noviembre de 2007 se informó que Suu Kyi se reuniría con sus aliados políticos de la Liga Nacional por Democracia, junto con el ministro de Gobierno. La junta de gobierno hizo el anuncio oficial en la televisión y la radio estatales solo unas horas después de que el enviado especial de la ONU Ibrahim Gambari concluyera su segunda visita a Birmania. La LND confirmó que había recibido la invitación para mantener la comunicación con Suu Kyi. Sin embargo, el proceso no mostró ningún resultado en concreto.
El 3 de julio de 2009, el secretario general de la ONU, Ban Ki-moon, fue a Birmania para presionar a la junta en la liberación de Suu Kyi e instituir una reforma democrática. Sin embargo, al salir de Birmania, Ban Ki-moon dijo que estaba "decepcionado" después de que al visitar al líder de la junta Than Shwe, este le negara el permiso para visitar a Suu Kyi. Citando su ensayo en curso, Ban dijo que estaba " profundamente decepcionado de haber perdido una oportunidad muy importante."

### Periodos de detención
- 20 de julio de 1989: Puesta bajo arresto domiciliario en Rangún bajo la ley marcial que permita la detención sin cargos o juicio, durante tres años.[11]
- 10 de julio de 1995: Liberada de su arresto domiciliario.[12]
- 23 de septiembre de 2000: Puesta bajo arresto domiciliario.[53]
- 6 de mayo de 2002: Liberada después de 19 meses.[53]
- 30 de mayo de 2003: Arrestada después de la masacre de Depayin, ella fue mantenida en detención secreta por más de tres meses antes de ser regresada a su arresto domiciliario.[76]
- 25 de mayo de 2007: Su arresto domiciliario se extendió un año a pesar de la apelación directa del secretario general de la UN Kofi Annan al general Than Shwe.[77]
- 24 de octubre de 2007: Cumplió 12 años bajo arresto domiciliario en solitario, se mantuvieron protestas en 12 ciudades alrededor del mundo[78]
- 27 de mayo de 2008: Se extendió el arresto domiciliario por otro año, lo que es ilegal bajo las leyes internacionales y las leyes de Birmania.[79]
- 11 de agosto de 2009: Su arresto domiciliario se extendió 18 meses más por "violación" debido al levantamiento de mayo de 2009, el incidente de traspaso.
- 13 de noviembre de 2010: Liberada de su arresto domiciliario.[80]
- 31 de enero de 2021: Arrestada durante el golpe de estado del Ejército liderado por Min Aung Hlaing.

### 2007: protestas antigubernamentales
Las protestas lideradas por monjes budistas comenzaron el 19 de agosto de 2007, después del gran aumento de los precios del combustible, y continuaron a pesar de las amenazas militares.
El 22 de septiembre de 2007, todavía bajo arresto domiciliario, Suu Kyi hizo una breve aparición pública en la puerta de su residencia en Ragún para aceptar las bendiciones de los monjes budistas que marchaban en pro de los derechos humanos. Se reportó que ella fue trasladada al día siguiente a la prisión de Insein (donde estuvo detenida en el 2003), pero las reuniones con el enviado de la UN Ibrahim Gambari cerca de su hogar en Ragún el 30 de septiembre y el 2 de octubre establecieron que ella permanecería bajo arresto domiciliario.

### 2009: incidente de traspaso

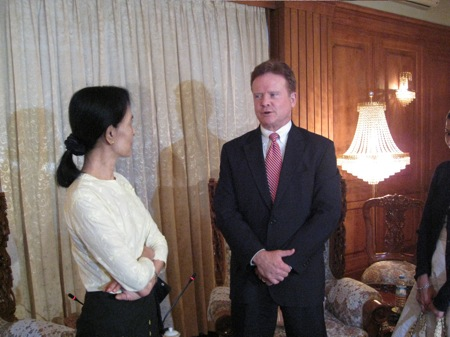
El senador de EE. UU. Jim Webb visitando a Suu Kyi en el 2009. Webb negoció su liberación de John Yettaw, el hombre que traspasó en el hogar de Suu Kyi, que resultó en su arresto y condena de tres años de labores forzadas.

El 3 de mayo de 2009, un estadounidense identificado como John Yettaw, cruzó nadando el lago Inya a su casa sin ser invitado y fue detenido cuando hizo su viaje de regreso tres días después. Él había intentado hacer un viaje similar dos años atrás, pero para razones desconocidas dio marcha atrás.  Posteriormente declaró en el juicio que fue motivado por una visión divina que le forzaba a notificarla para impedir un intento terrorista de asesinato. El 13 de mayo Suu Kyi fue detenida por violar las condiciones de su arresto domiciliario; ya que el nadador estaba exhausto, se le permitió quedarse en su casa durante dos días antes de que intentara de nadar de regreso. Suu Kyi fue posteriormente trasladada a la prisión de Insein, donde podría haber enfrentado hasta cinco años de confinamiento por la intrusión. El juicio de Suu Kyi y sus dos mucamas comenzó el 18 de mayo, mientras un pequeño número de protestantes se reunía en las afueras. Diplomáticos y periodistas fueron impedidos de asistir al juicio; sin embargo, en una ocasión, a varios diplomáticos de Rusia, Tailandia y Singapur, junto a algunos periodistas, se les permitió reunirse Suu Kyi.  El juicio había planeado llamar originalmente a 22 testigos. Se acusó a John Yettaw de avergonzar al país. En el caso de la defensa en curso Suu Kyi dijo que era inocente. A la defensa se le permitió llamar a un solo testigo (de cuatro), mientras que a la acusación se le permitió llamar a 14 testigos. El tribunal rechazó dos testigos miembros de la LND, Tin Oo y Win Tin, y autorizó a la defensa para llamar solamente un experto legal. De acuerdo con un informe sin confirmar, la junta estaba planeando, una vez más, su detención, esta vez en una base militar en las afueras de la ciudad.  En un juicio separado, Yettaw dijo que nadaba a la casa de Suu Kyi para advertirle de que su vida estaba "en peligro"; el jefe de la policía confirmó más tarde que Yettaw fue el "principal culpable" en el caso presentado contra Suu Kyi. De acuerdo con los ayudantes, Suu Kyi pasó su cumpleaños número 64 en la cárcel compartiendo arroz biryani y pastel de chocolate con sus guardias.
Su detención y juicio posterior recibieron la condena mundial por el Secretario General de la ONU, Ban Ki-moon, el Consejo de Seguridad de las Naciones Unidas, Gobiernos Occidentales, Sudáfrica, Japón y la Asociación de Naciones del Sudeste Asiático, en la cual Birmania es miembro. El gobierno birmano condenó fuertemente la declaración, ya que creó una "mala tradición", y criticó a Tailandia por entrometerse en sus asuntos internos. El Ministro de Asuntos Exteriores birmano, Nyan Win, fue citado en el diario estatal New Light of Myanmar diciendo que el incidente "fue para intensificar la presión internacional contra Birmania por elementos antigubernamentales internos y externos que evidentemente no desean cambios positivos en las políticas de ciertos países hacia Birmania". Ban respondió a la campaña internacional viajando a Birmania para negociar, pero Shwe rechazó todas sus peticiones. El 11 de agosto de 2009, el juicio contra Suu Kyi llegó a su fin, con una condena a prisión con tres años de trabajos forzados. Esta sentencia fue conmutada por los gobernantes militares a más arresto domiciliario, esta vez por 18 meses. El 14 de agosto, el senador de EE. UU. Jim Webb visitó Birmania, reuniéndose con líder de la junta general Than Shwe y más tarde con Suu Kyi. Durante su visita, Webb negoció la liberación y deportación de Yettaw de Birmania. Tras el veredicto del juicio, los abogados de Suu Kyi dijeron que apelarían la sentencia de 18 meses.
El 18 de agosto, el presidente de Estados Unidos Barack Obama pidió el liderazgo militar del país para poner en libertad a todos los presos políticos, incluida Aung San Suu Kyi. En su apelación, Aung San Suu Kyi había argumentado que la condena fue injustificada. Sin embargo, su apelación contra la sentencia de agosto fue rechazada por un tribunal de Birmania el 2 de octubre de 2009. A pesar de que el tribunal aceptó el argumento de que la Constitución de 1974, en cuya virtud ella había sido acusada, era nula y sin valor, también dijo que las disposiciones de la ley de seguridad de 1975, bajo la cual se le ha mantenido bajo arresto domiciliario, continuaba vigente. El veredicto significaba que ella sería incapaz de participar en las elecciones que tendrían lugar en el 2010 (las primeras elecciones en Birmania en dos décadas). Su abogado declaró que su equipo legal perseguiría una nueva apelación dentro de 60 días.

### 2009: presión internacional para su liberación y elecciones generales de 2010
Antes de la elección general Birmana se anunció que Aung San Suu Kyi podría ser liberada "para que pueda organizar su partido" Sin embargo, no se le permitió a Suu Kyi postularse. El primero de octubre de 2010 el gobierno anunció que ella iba a ser liberada el 13 de noviembre de 2010.
El presidente de E.U. Barack Obama personalmente abogó por la liberación de todos los presos políticos, especialmente Aung San Suu Kyi, durante la cumbre Estados Unidos- ASEAN de 2009.
El gobierno de EE. UU. esperaba que las exitosas elecciones generales fueran un indicador optimista de la sinceridad del gobierno de Birmania hacia la democracia. El gobierno de Hatoyama, gastó 2,82 millones de yenes en el 2008, prometió más ayuda japonesa para apoyar que Birmania liberara a Aung San Suu Kyi a tiempo para las elecciones; y para continuar avanzando hacia la democracia y el estado de derecho.
En una carta personal a Suu Kyi, el primer ministro de Reino Unido Gordon Brown advirtió al gobierno birmano de las consecuencias potenciales de elecciones predispuestas, las cuales podían "condenar a Birmania a más años de aislamiento diplomático y estancamiento político".
Suu Kyi se ha reunido con muchas cabezas de estado, y mantuvo un diálogo abierto con el ministro de Labor Aung Kyi (no confundirlo con Aung San Suu Kyi). A ella le permitieron reunirse con los miembros mayores de su partido la LND en la casa de estado sin embargo estas reuniones tomaron lugar en su casa bajo una intensa supervisión.

### 2010: liberación

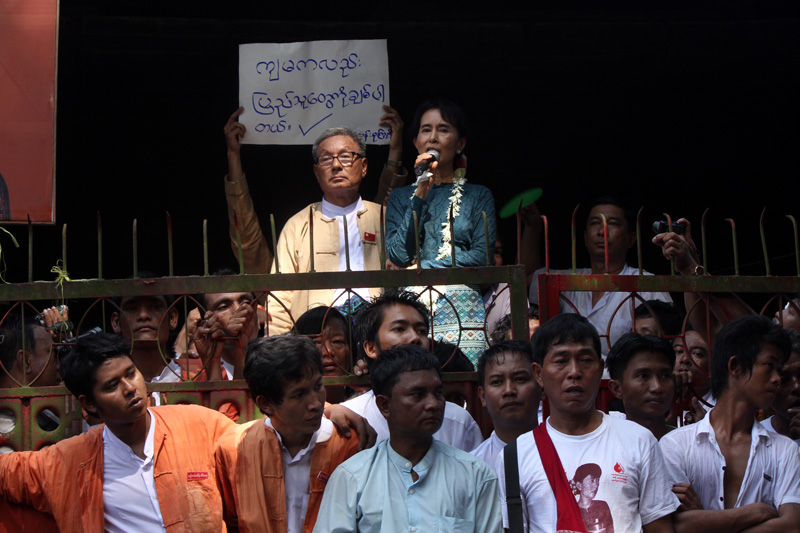
Aung San Suu Kyi dirigiéndose a una multitud en la sede de la LND poco después de su liberación.

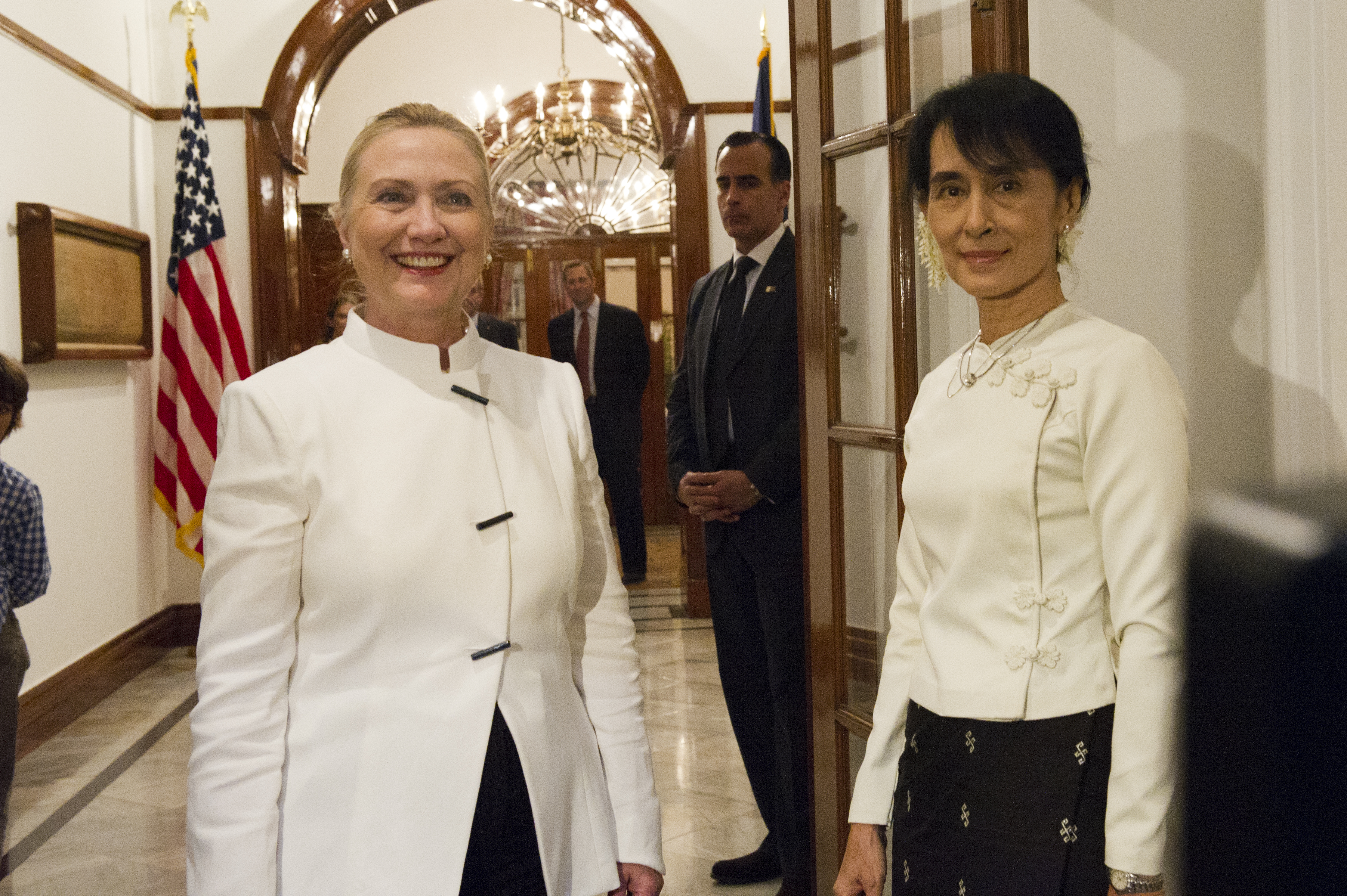
Aung San Suu Kyi se reúne con la secretaria de estado Hillary Rodham Clinton en Rangún (1 de diciembre de 2011).

En la noche del 13 de noviembre de 2010, Suu Kyi fue liberada de su arresto domiciliario Esta fue la fecha en la que expiraba su detención de acuerdo con la corte en vigor en agosto de 2009. y se sucedió seis días después de una elección general ampliamente criticada. Ella apareció en frente a una multitud de seguidores, que se apresuraron a llegar a su casa en Rangún cuando las barricadas cercanas fueron eliminados por las fuerzas de seguridad. Suu Kyi había sido detenido durante 15 de los últimos 20 años. El periódico gubernamental New Light of Myanmar hizo un reporte NEGATIVO sobre su liberación diciendo que se le había garantizado el perdón después de cumplir su sentencia en "buena conducta". The New York Times sugirió que el gobierno militar pudo haber liberado Suu Kyi porque sentía confianza de poder controlar a sus seguidores después de la elección. El papel que Suu Kyi jugó en el futuro de la democracia de Birmania sigue siendo un tema de mucha controversia. 
A su hijo Kim Aris se le expidió una visa en noviembre de 2010 para ver a su madre brevemente después de su liberación, por primera vez en 10 años. Él la visitó de nuevo el 5 de julio de 2011, para acompañarla a su viaje a Bagan, su primer viaje al exterior de Yangon desde el 2003. Su hijo la acompañó de nuevo el 8 de agosto de 2011, para acompañarla a su viaje a Pegu, su segundo viaje.
Las discusiones que se llevaron a cabo entre Suu Kyi y el gobierno birmano durante el año 2011, derivaron en una serie de gestos oficiales para satisfacer sus demandas. En octubre, alrededor de una décima parte de los presos políticos de Birmania fueron liberados en un acto de amnistía y los sindicatos fueron legalizados.
En noviembre de 2012, seguido de una reunión con sus líderes, la LND anunció su intención de volver a registrarse como partido político con el fin de luchar para las elecciones parciales requeridas para la promoción de los parlamentarios a rango ministerial. Tras la decisión, Suu Kyi llevó a cabo una conferencia telefónica con el presidente estadounidense, Barack Obama, en la que se acordó que la secretaria de estado Hillary Clinton haría una visita a Birmania, una medida tomada con cautela por China, aliada de Birmania. El 1 de diciembre de 2011, Suu Kyi se reunió con Hillary Clinton en la residencia del diplomática de máxima categoría de los Estados.
El 21 de diciembre de 2011, la primera ministra tailandesa Yingluck Shinawatra conoció a Suu Kyi en Ragún, convirtiéndose en "la primera reunión con un líder de un país extranjero" de Suu Kyi.
El 5 de enero de 2012, el ministro británico de Asuntos Exteriores, William Hague, se reunió con Aung San Suu Kyi y su homólogo birmano. Esto representó una visita significativa para Suu Kyi y Birmania. Suu Kyi estudió en el Reino Unido y mantiene muchos vínculos allí, por lo que Reino Unido es el mayor donante bilateral de Birmania. Durante la visita de Aung San Suu Kyi a Europa, fue al Parlamento suizo, recogió su Premio Nobel de 1980 en Oslo y su grado honorario de la Universidad de Oxford.

### Elecciones de 2012
En diciembre de 2011, se especuló que Suu Kyi se presentaría a las elecciones nacionales parciales del 2012 para llenar los puestos vacantes. El 18 de enero de 2012, Suu Kyi se registró formalmente a disputar un asiento Pyithu Hluttaw (cámara baja) en la circunscripción del municipio de Kawhmu en las elecciones parlamentarias especiales que tendrían lugar el 1 de abril de 2012.
El asiento había sido ocupado con anterioridad por Soe Tint, quien lo dejó vacante después de haber sido nombrado Viceministro de construcción, en la elección del 2010. Ella iba en contra del candidato por el Partido del Desarrollo y la Unión Solidaria, Soe Min, un médico retirado del ejército y físico nativo de Twante Township.

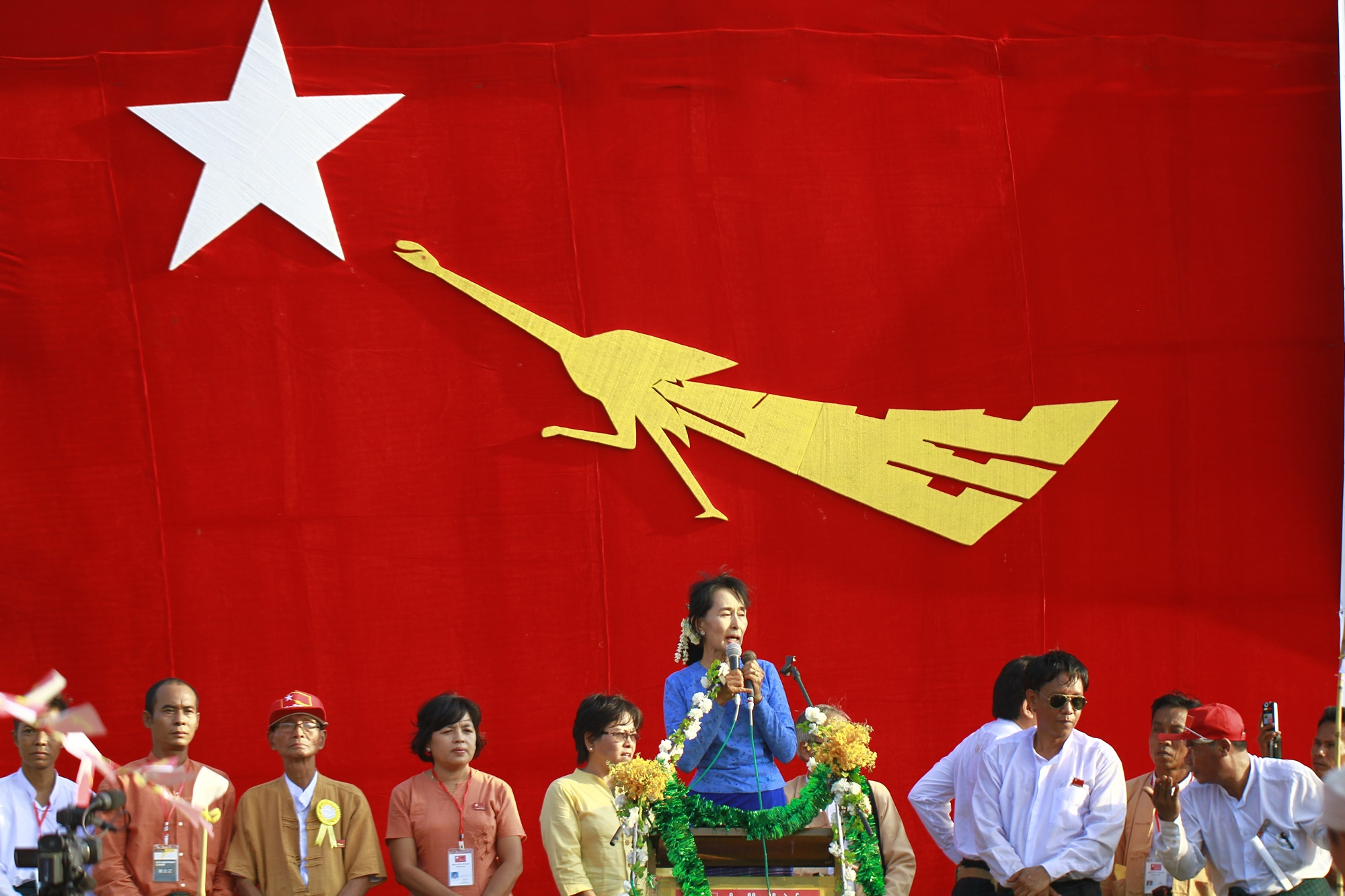
Aung San Suu Kyi (Al centro) dando un discurso a sus partidarios durante la campaña electoral del 2012 en su distrito electoral el municipio de, Myanmar el 22 de marzo de 2012.

El 3 de marzo de 2012, en el largo evento de campaña en Mandalay, Suu Kyi se fue inesperadamente después de 15 minutos, debido al cansancio y mareos.
En el discurso oficial de la campaña de difusión en MRTV de la televisión estatal de Birmania el 14 de marzo de 2012, Suu Kyi hizo pública su campaña para la reforma de la Constitución del 2008, la eliminación de las leyes restrictivas, protecciones adecuadas para los derechos democráticos de la gente, y el establecimiento de un poder judicial independiente. El discurso se filtró en Internet un día antes de ser transmitido. un párrafo en el discurso, se enfocaba en hablar sobre la represión del Tatmadaw por medio de la ley, por lo que fue censurado por las autoridades.
Suu Kyi ha pedido también que los medios de comunicación internacionales monitoreen las próximas elecciones parciales, mientras que señaló públicamente las irregularidades en las listas de votantes oficiales, que incluyen personas fallecidas y excluyen a votantes elegibles en las circunscripciones controvertidas. El 21 de marzo de 2012, Aung San Suu Kyi fue citada diciendo: " El fraude y las violaciones de las leyes continúan, e incluso podemos decir que están en aumento".
Cuando se le preguntó si iba a asumir un cargo ministerial si se le diera oportunidad, dijo lo siguiente : 

Puedo decirte una cosa: bajo la presente constitución, si te conviertes en un miembro del gobierno, tienes que dejar vacante tu asiento en la asamblea nacional. Y yo no estoy trabajando tan duro para entrar en el parlamento para simplemente dejar mi lugar.

El 26 de marzo de 2012, Suu Kyi suspendió tempranamente su gira nacional de campaña, después de un acto de campaña en Myeik (Mergui), una ciudad costera en el sur, presentando problemas de salud debido al agotamiento y el calor.
El 1 de abril de 2012, la LND anunció que Suu Kyi había ganado un asiento en el Parlamento. Un programa de noticias en MRTV dio lectura los anuncios de la Comisión Electoral de la Unión, confirmando su victoria, así como la de victoria de su partido en 43 de los 45 asientos vacantes, por lo que oficialmente Suu Kyi se convirtió en líder de la oposición en Pyidaungsu Hluttaw.  Los resultados de la elección fueron confirmados por la comisión electoral oficial.
Aunque se esperaba que ella y otros miembros del parlamento tomaran posesión el 23 de abril cuando los Hluttaws resumieran las sesiones, los miembros electos de la Liga Nacional por la Democracia, incluyendo a Suu Kyi, dijeron que no tomarían los juramentos, debido a su estilo; en su actual forma, los parlamentarios deben prometer "salvaguardar" la constitución. Al respecto en la Radio Free Asia, ella dijo "Nosotros no queremos decir que no nos presentaremos en el parlamento, queremos decir que llegaremos solamente después del juramento... El cambiar el estilo del juramento también es de conformidad con la constitución. No espero que haya ninguna dificultad en hacerlo."
El 2 de mayo de 2012, la Liga Nacional por Democracia eligió al parlamento, entre ellos Aung San Suu Kyi, quien tomó juramento y asumió el cargo, aunque el texto del juramento no haya sido modificado. De acuerdo con el diario Los Angeles Times, " Suu Kyi y sus colegas decidieron que podían hacer más al unirse a los legisladores que la boicotearon al principio".
El 9 de julio de 2012, ella asistió al Parlamento por primera vez como legisladora.
El 6 de junio de 2013, Suu Kyi anunció en el sitio web del Foro Económico Mundial que quería postularse para la presidencia de Myanmar en el 2015. Sin embargo la actual constitución le prohíbe a Suu Kyi convertirse en presidenta debido a que estuvo casada con una persona no birmana, lo cual no puede ser modificado sin la aprobación de al menos un legislador militar.

### Respuesta a los disturbios raciales y refugiados
En el Estado de Rakhine se libra lo que muchos consideran una limpieza étnica. Los budistas bamar rechazan de plano a la etnia rohingya, y exigen su devolución a Bangladesh, un país que tampoco los reconoce como ciudadanos propios a pesar de que ahí está su origen. Los sistemáticos casos de torturas, violaciones, y discriminación de todo tipo que sufren los rohingya han propiciado la creación de grupos guerrilleros extremistas que combaten también a las fuerzas del estado.
Algunos activistas criticaron a Aung San Suu Kyi por su silencio ante los disturbios de estado de Rakhine del 2012 (lo que se repitió durante la crisis de refugiados del 2015 en Rohingya). Después de ganar el premio nobel de la paz, ella le mencionó a los reporteros que ella no sabía si los de Rohingya pudieran ser considerados ciudadanos birmanos. Algunos describieron su estadía como políticamente motivadora; sin embargo, ella dijo que quería trabajar por la reconciliación y que ella no puede tomar partido debido a que "se han cometido actos de violencia por ambos lados". Según The Economist, su "esencia se ha deslizado incluso entre los grupos extranjeros de presión por derechos humanos, decepcionados por no tener ella una posición clara a favor de la minoría en Rohingya". Sin embargo, Suu Kyi se ha pronunciado "en contra de la prohibición de las familias de Rohingya cerca de la frontera de Bangladesh con más de dos hijos.
Sin duda, los rohingya son la mancha más oscura en la figura de Suu Kyi. A pesar de que la Dama ha prometido en diferentes ocasiones respetar los derechos humanos y proporcionar asistencia humanitaria a todos los ciudadanos, se niega a condenar la situación que vive esta etnia. Es más, la LND ni siquiera considera que se deba utilizar el término rohingya para referirse a quienes tacha de bengalíes que inmigraron de forma ilegal.
En un artículo de 2015 de la BBC News, el reportero Jonás Fisher sugirió que el silencio de Aung San Suu Kyi por el tema Rohingya se debe a la necesidad de obtener el apoyo de la mayoría étnica en Birmania, debido a que ella está en "el medio de una campaña de elecciones generales" ;
Agregando el silencio de Aung San Suu Kyi a la crítica internacional, en mayo de 2015, el 14º Dalai Lama le pidió a ella hacer más para ayudar a los Rohingya en Myanmar.

### Elecciones generales de 2015
El 6 de julio de 2012, Suu Kyi anunció en el sitio web del Foro Económico Mundial que quería ser candidata a la presidencia en las elecciones de 2015 en Myanmar.
La actual Constitución, que entró en vigor en 2008, le impide la presidencia porque es viuda y madre de extranjeros (disposiciones que parecía estar escrita específicamente para impedir que ella fuera elegible).
La LND obtuvo una victoria arrolladora en esas elecciones, ganando al menos 255 asientos de la Cámara de Representante y 135 asientos de la Cámara de las Nacionalidades. Además, Suu Kyi ganó la reelección a la Cámara de Representantes. Según la constitución de 2008, la LND necesitaba ganar por una mayoría de al menos dos tercios en ambas cámaras para asegurarse de que su candidato se convertiría en presidente. Antes de las elecciones, Suu Kyi anunció que a pesar de que está prohibido por la Constitución su acceso a la presidencia, ella sostendría el verdadero poder en cualquier gobierno dirigido por la Liga Nacional por la Democracia.
Finalmente, luego de la formación del nuevo gobierno, Suu Kyi fue nombrada Consejera de Estado, además de Ministra de Relaciones Exteriores y Ministra de la Oficina de Presidencia.

### Consejero de Estado y Ministro de Relaciones Exteriores (2016-2021)
Tan pronto como se convirtió en ministra de Relaciones Exteriores, invitó al canciller chino Wang Yi , al canciller canadiense Stephane Dion y al canciller italiano Paolo Gentiloni en abril y al canciller japonés Fumio Kishida en mayo y discutió la posibilidad de tener buenas relaciones diplomáticas con estos países.

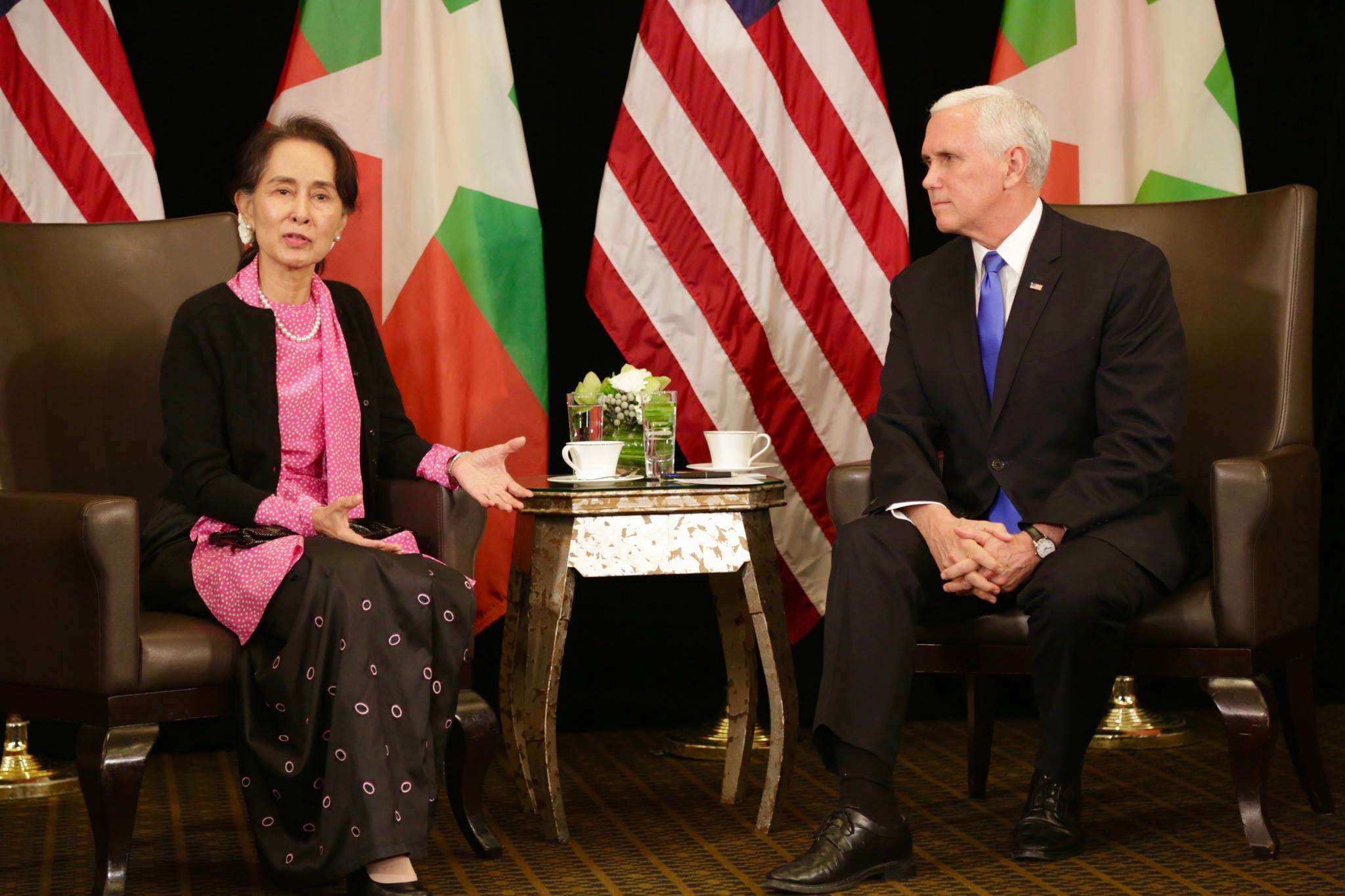
Aung San Suu Kyi con el vicepresidente de Estados Unidos, Mike Pence el 14 de noviembre de 2018.

Inicialmente, al aceptar el puesto de Consejera de Estado, otorgó amnistía a los estudiantes que fueron arrestados por oponerse al Proyecto de Ley de Educación Nacional y anunció la creación de la comisión sobre el estado de Rakhine , que tenía un largo historial de persecución de la minoría musulmana rohingya . Sin embargo, pronto el gobierno de Aung San Suu Kyi no manejó los conflictos étnicos en los estados de Shan y Kachin , donde miles de refugiados huyeron a China, y en 2017 la persecución de los rohingya por parte de las fuerzas gubernamentales se intensificó hasta el punto de que no es infrecuente llamado genocidio. Aung San Suu Kyi, cuando fue entrevistada, negó las acusaciones de limpieza étnica.  También se ha negado a conceder la ciudadanía a los rohingya, en lugar de tomar medidas para emitir tarjetas de identificación para la residencia, pero sin garantías de ciudadanía.

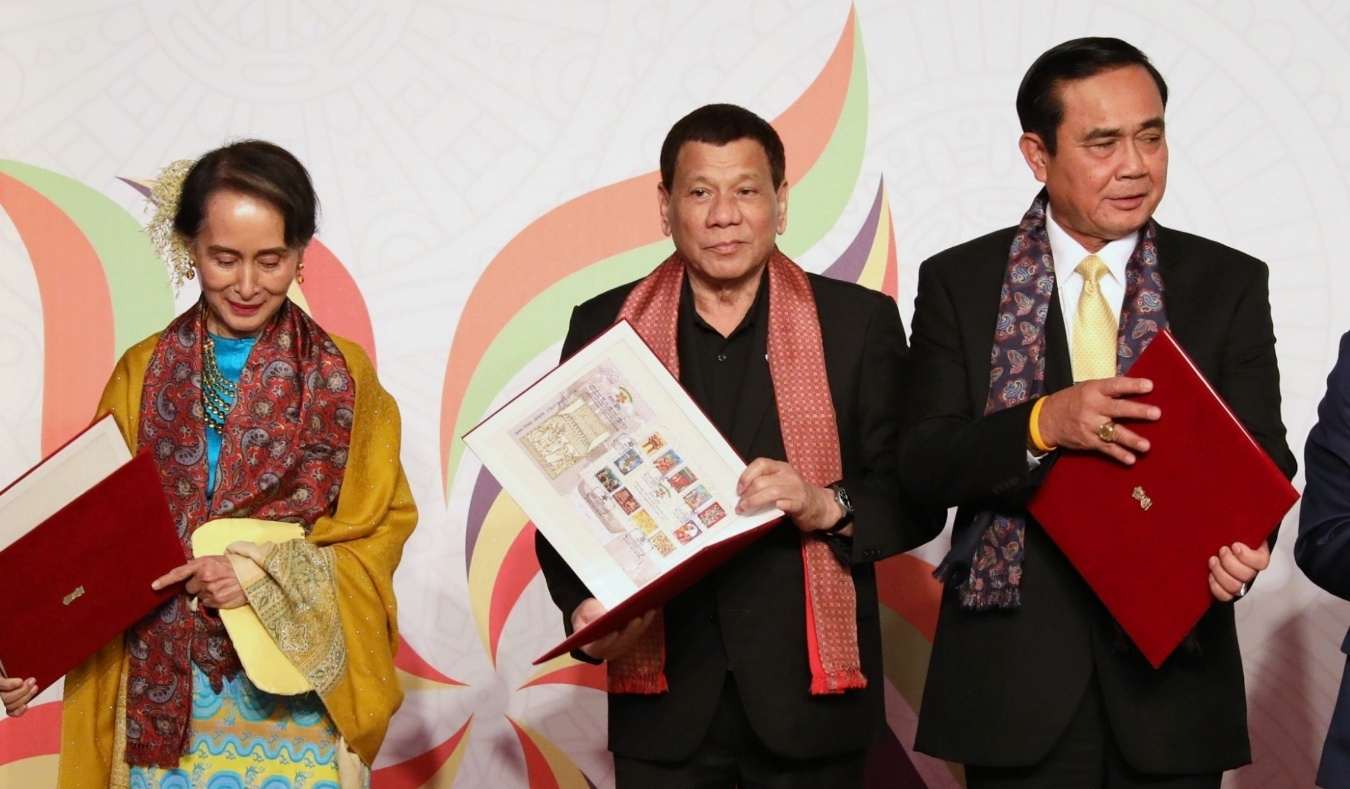
Aung San Suu Kyi con el presidente filipino Rodrigo Duterte y el primer ministro tailandés Prayut Chan-o-cha, 25 de enero de 2018

Su mandato como Consejera de Estado de Myanmar ha suscitado críticas internacionales por no haber abordado los problemas económicos y étnicos de su país, en particular la difícil situación de los rohingya tras los ataques del ARSA del 25 de agosto de 2017 (descritos como "sin duda una de las mayores crisis de refugiados y casos de limpieza étnica desde la Segunda Guerra Mundial "), por el debilitamiento de la libertad de prensa y por su estilo de liderazgo, calificado de imperioso y" distraído y desconectado ".

#### Respuesta a la violencia contra los musulmanes Rohinyas y los refugiados
En 2017, los críticos pidieron que se revocara el premio Nobel de Aung San Suu Kyi, citando su silencio sobre la persecución de los rohingya en Myanmar.  Algunos activistas criticaron a Aung San Suu Kyi por su silencio sobre los disturbios del estado de Rakhine de 2012 (repetidos más tarde durante la crisis de refugiados rohingya de 2015 ) y su indiferencia ante la difícil situación de los rohingya , la minoría musulmana perseguida en Myanmar.  En 2012, dijo a los periodistas que no sabía si los rohingya podían ser considerados ciudadanos birmanos.  En una entrevista de 2013 con Mishal Husain de la BBC, Aung San Suu Kyi no condenó la violencia contra los rohingya y negó que los musulmanes en Myanmar hayan sido objeto de limpieza étnica , insistiendo en que las tensiones se deben a un "clima de miedo" causado por "una percepción mundial de que el poder musulmán mundial es" muy grande ' ". Ella condenó "el odio de cualquier tipo" en la entrevista.  Según Peter Popham, después de la entrevista, expresó su enojo por ser entrevistada por un musulmán.  Husain había desafiado a Suu Kyi de que casi todo el impacto de la violencia fue contra los rohingya, en respuesta a la afirmación de Aung San Suu Kyi de que la violencia estaba ocurriendo en ambos lados.
Sin embargo, dijo que quería trabajar por la reconciliación y que no puede tomar partido porque ambos bandos han cometido violencia.  Según The Economist , su "halo incluso se ha deslizado entre los grupos de presión extranjeros de derechos humanos, decepcionados por su incapacidad para adoptar una postura clara en nombre de la minoría rohingya". Sin embargo, se ha pronunciado "contra la prohibición de que las familias rohingya cerca de la frontera con Bangladesh tengan más de dos hijos".
En un artículo de BBC News de 2015, el periodista Jonah Fisher sugirió que el silencio de Aung San Suu Kyi sobre el tema rohingya se debe a la necesidad de obtener el apoyo de la mayoría étnica bamar , ya que se encuentra en "medio de una campaña electoral general ". En mayo de 2015, el Dalai Lama le pidió públicamente que hiciera más para ayudar a los rohingya en Myanmar, alegando que anteriormente la había instado a abordar la difícil situación de los rohingya en privado durante dos reuniones separadas y que ella se había resistido a su instando.  En mayo de 2016, Aung San Suu Kyi pidió al recién nombrado embajador de Estados Unidos en Myanmar , Scot Marciel, para no referirse a los rohingya con ese nombre, ya que "no están reconocidos entre los 135 grupos étnicos oficiales" de Myanmar.  Esto siguió a las protestas de Bamar por el uso de Marciel de la palabra "rohingya".
En 2016, Aung San Suu Kyi fue acusada de no proteger a los musulmanes rohingya de Myanmar durante la persecución de 2016-17 . Los expertos en delitos estatales de la Universidad Queen Mary de Londres advirtieron que Aung San Suu Kyi está "legitimando el genocidio" en Myanmar. A pesar de la continua persecución de los rohingya hasta bien entrado 2017, Aung San Suu Kyi "ni siquiera admitía, y mucho menos intentaba detener, la bien documentada campaña de violación, asesinato y destrucción del ejército contra las aldeas rohingya".  El 4 de septiembre de 2017, Yanghee Lee , relator especial de la ONU sobre derechos humanos en Myanmar, criticó la respuesta de Suu Kyi a la "realmente grave", diciendo: "El líder de facto debe intervenir, eso es lo que esperaríamos de cualquier gobierno, para proteger a todos dentro de su propia jurisdicción".  La BBC informó que "sus comentarios se produjeron cuando el número de rohingya que huía a Bangladesh llegó a 87.000, según estimaciones de la ONU", y agregó que "sus sentimientos fueron compartidos por la premio Nobel de la Paz Malala Yousafzai , quien dijo que estaba esperando noticias de Sra. Suu Kyi, que no ha comentado sobre la crisis desde que estalló ".  Al día siguiente, George Monbiot , escribiendo en The Guardian , pidió a los lectores que firmaran un change.orgpetición de revocación del premio Nobel de la paz, criticando su silencio al respecto y afirmando que "ya sea por prejuicio o por miedo, niega a los demás las libertades que reclamó para sí misma. Su régimen excluye - y en algunos casos busca silenciar - los mismos activistas que ayudaron a garantizar sus propios derechos fueron reconocidos ".  La Fundación Nobel respondió que no existía ninguna disposición para revocar un Premio Nobel.  Arzobispo Desmond Tutu, otro galardonado con el premio de la paz, también criticó el silencio de Suu Kyi: en una carta abierta publicada en las redes sociales, dijo: "Si el precio político de su ascenso al cargo más alto en Myanmar es su silencio, el precio seguramente es demasiado elevado. .. Es incongruente que un símbolo de justicia dirija un país así ".  El 13 de septiembre se reveló que Aung San Suu Kyi no asistiría a un debate de la Asamblea General de la ONU que se llevará a cabo la semana siguiente para discutir la crisis humanitaria, y un portavoz del gobierno de Myanmar dijo que "tal vez tenga asuntos más urgentes que tratar ". 
En octubre de 2017, el Ayuntamiento de Oxford anunció que, tras una votación unánime entre partidos,  el honor de Freedom of the City , concedido en 1997 en reconocimiento a su "larga lucha por la democracia", se retiraría tras la aparición de pruebas. de las Naciones Unidas, lo que significaba que ella "ya no era digna del honor".  Unos días más tarde, Munsur Ali , concejal de City of London Corporation, presentó una moción para rescindir la libertad de la ciudad de Londres: la moción fue apoyada por Catherine McGuinness, presidenta del comité de política y recursos de la corporación, quien expresó "angustia ... por la situación en Birmania y las atrocidades cometidas por los birmanos militar".  El 13 de noviembre de 2017, Bob Geldof devolvió su premio Libertad de la ciudad de Dublín en protesta porque Aung San Suu Kyi también ostentaba el galardón, afirmando que no "desea estar asociado de ninguna manera con un individuo actualmente involucrado en la limpieza étnica masiva del pueblo rohingya del noroeste de Birmania ". Calificando a Aung San Suu Kyi de "sierva del genocidio", Geldof agregó que se enorgullecería de que su premio sea restaurado si primero se lo quitan a ella.  El Ayuntamiento de Dublín votó 59-2 (con una abstención) para revocar el premio a la Libertad de la Ciudad de Aung San Suu Kyi por el trato que dio Myanmar al pueblo rohingya en diciembre de 2017, aunque el alcalde de Dublín Mícheál Mac Donncha negó que la decisión fuera influenciado por las protestas de Geldof y miembros de U2 .  En la misma sesión, los Consejeros votaron 37 a 7 (con 5 abstenciones) para eliminar el nombre de Geldof de la Lista de Hombres Libres Honorarios. 
En marzo de 2018, el Museo Conmemorativo del Holocausto de Estados Unidos revocó el premio Elie Wiesel de Suu Kyi, otorgado en 2012, citando su fracaso "en condenar y detener la brutal campaña militar" contra los musulmanes rohingya.
En mayo de 2018, Aung San Suu Kyi fue considerada cómplice de los crímenes contra los Rohinyas en un informe del Comité de Desarrollo Internacional de Gran Bretaña .

## Resumen político
| No es el poder lo que corrompe sino el miedo. Miedo de perder el poder de corrupción aquellos que lo ejercen y miedo del castigo de aquellos que están sometidos a ese poder corrupto.—Freedom From Fear |

Cuando se le preguntó sobre a que modelos democráticos Myanmar podía aspirar, ella dijo: "Tenemos muchas, muchas lecciones que aprender de diferentes lugares, no solo a los países asiáticos como Corea del Sur, Taiwán, Mongolia, e Indonesia". Además, citó "los países del este de Europa, realizaron una transición de la autocracia comunista a la democracia en los años 1980 y 1990, y los países de América Latina, hicieron una transición de sus gobiernos militares". " Y no se puede olvidar, por supuesto, a Suráfrica, ya que aunque que no era un régimen militar, fue sin duda un régimen autoritario". Ella agregó: "Deseamos aprender de todos los países que han logrado una transición a la democracia, y además ... nuestro punto fuerte, es que debido a que estamos muy por detrás de todos los demás, también podemos saber qué errores hay que evitar".
En un ademán sobre la profunda división política de EE.UU entre los republicanos encabezados por Mitt Romney y los demócratas de Obama (los cuales luchaban para ganar la elección presidencial de 2012), afirmó con una sonrisa, "con aquellos de ustedes que están familiarizados con la política estadounidense, estoy segura de entender la necesidad de un compromiso negociado".

## Apoyo internacional

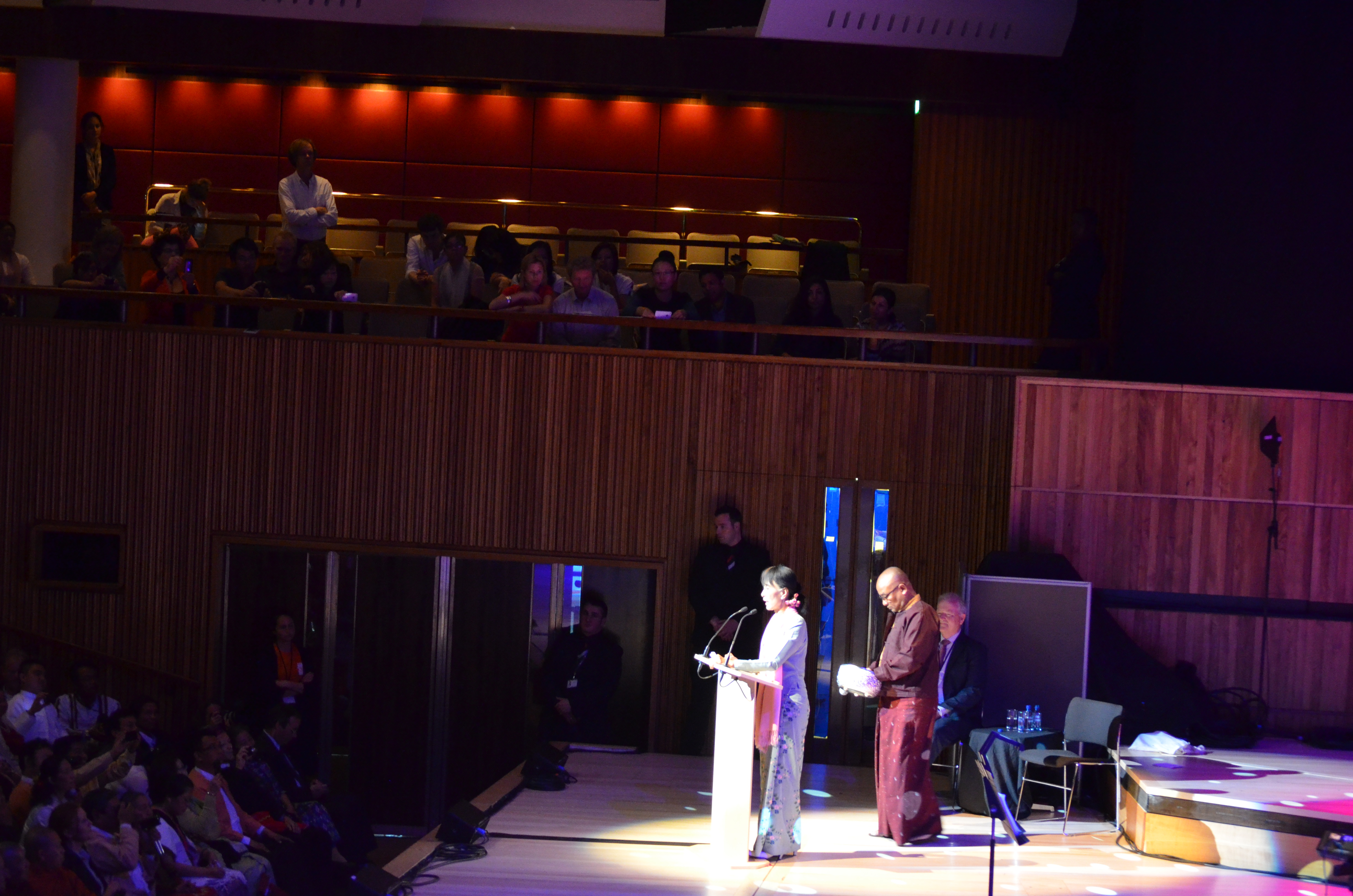
Daw Aung San Suu Kyi en una conferencia en Londres, durante su tour por 5 países de Europa en el, 2012.

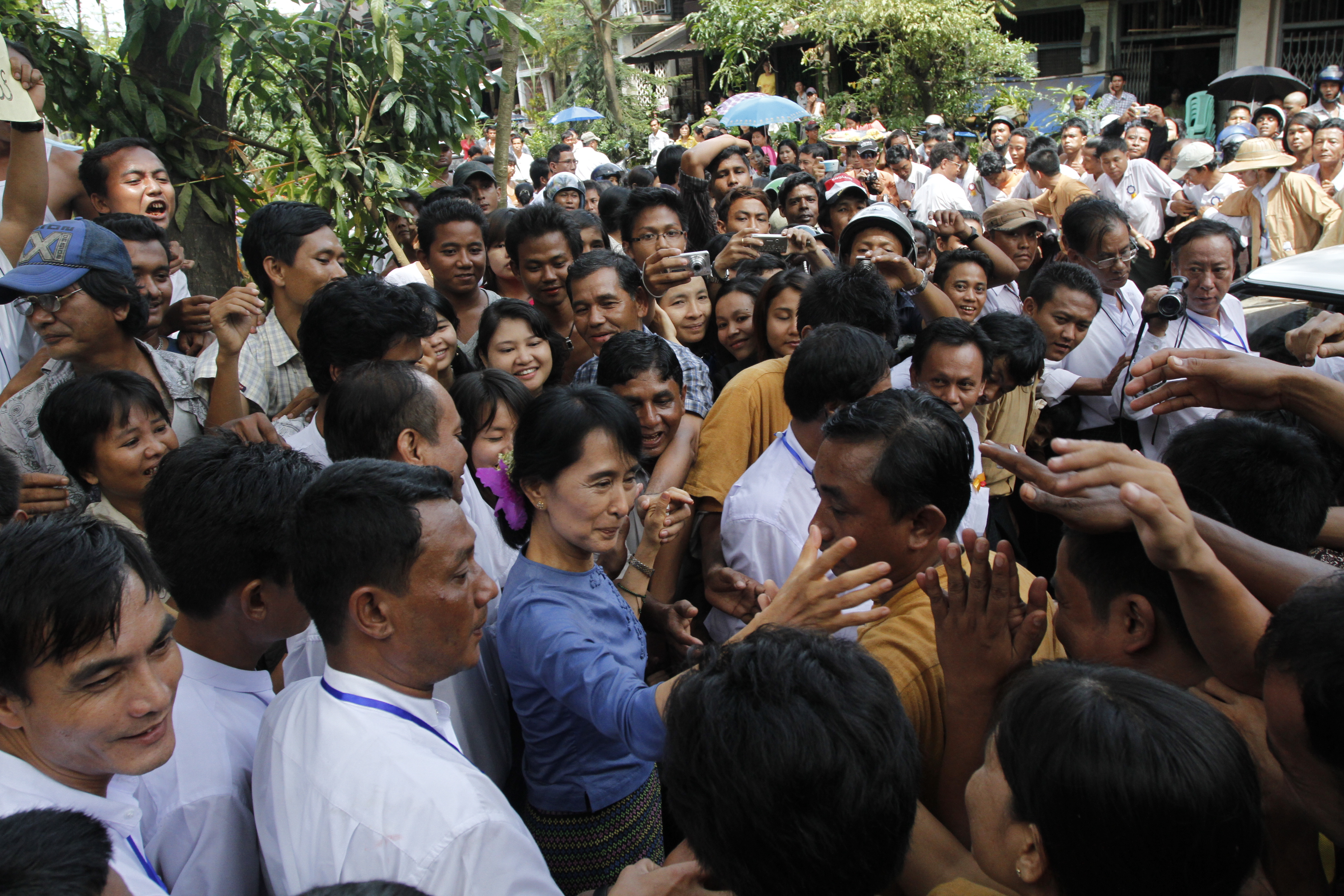
Aung San Suu Kyi agradeciendo a sus partidarios del estado Bago en el 2011.

Aung San Suu Kyi ha recibido el apoyo vocal de las naciones de Europa del este, Australia y el norte y Sur de América, así como de India, Israel, Japón, las Filipinas y Corea del Sur. En diciembre de 2007, la Cámara de Representantes de E.U. votó unánime (400-0) para premiar a Aung San Suu Kyi, con la Medalla de Oro del Congreso; el Senado estuvo de acuerdo el 25 de abril de 2008. El 6 de mayo de 2008, el presidente George Bush firmó la legislación para adjudicarle a Suu Kyi la Medalla de Oro del Congreso.
Ella es la primera en la historia de Estados Unidos en recibir el premio mientras estaba en prisión. Más recientemente, ha habido crecientes críticas de su detención, por parte de los vecinos de Birmania en la Asociación de Naciones del Sudeste Asiático, en particular de Indonesia, Tailandia, Filipinas y Singapur. En un momento dado Malasia advirtió a Birmania que se enfrentaría a la expulsión de la ASEAN como resultado de la detención de Suu Kyi. Otros países incluyendo África del Sur, Bangladesh y las Maldivas también exigieron su liberación. Las Naciones Unidas han instado al país a avanzar hacia la reconciliación nacional inclusiva, la restauración de la democracia y el pleno respeto de los derechos humanos. En diciembre de 2008, la Asamblea General de las Naciones Unidas aprobó una resolución de condena a la situación de los derechos humanos en Birmania y pidió la liberación de los Suu Kyi, con 80 países votando a favor de la resolución, 25 en contra y 45 abstenciones. Otras naciones, como China y Rusia, son menos críticas del régimen y prefieren cooperar solo en materia económica.  Indonesia ha instado a China para impulsar las reformas de Birmania. Sin embargo, el Primer ministro de Tailandia, Samak Sundaravej, criticó la cantidad de apoyo a Suu Kyi, diciendo que "Europa utiliza a Aung San Suu Kyi como una herramienta. Si no estuviera relacionada con Aung San Suu Kyi, se podrían lograr discusiones más profundas con Myanmar".
Vietnam, sin embargo, no admite llamadas de otros estados miembros de la ASEAN para que Myanmar libere a Aung San Suu Kyi, según informaron los medios estatales el viernes 14 de agosto de 2009. El noticiero estatal Việt Nam News dijo que Vietnam no criticaba la decisión de Myanmar del 11 de agosto de 2009 para colocar a Suu Kyi bajo arresto domiciliario durante los próximos 18 meses, excluyéndola de las elecciones previstas para el 2010. "Es nuestra opinión de que el juicio de Aung San Suu Kyi es un asunto interno de Myanmar", declaró el portavoz del gobierno vietnamita Le Dung, en la página web del Ministerio de Asuntos Exteriores. A diferencia de otros estados miembros de la ASEAN, Dung dijo que Vietnam siempre ha apoyado Myanmar y espera que se siga el "mapa hacia la democracia" esbozado por su gobierno.
Aung San Suu Kyi fue acreedora al Premio Nobel de la Paz en 1991 y la decisión del comité mencionó:

El Comité Nobel de Noruega decidió otorgar el Premio Nobel de la Paz 1991 a Aung San Suu Kyi de Myanmar (Birmania) por su lucha no violenta por la democracia y los derechos humanos.

... La lucha de Suu Kyi es una de las más extraordinarias muestras de valentía civil en Asia en las últimas décadas. Ella se ha convertido en un símbolo importante en la lucha contra la opresión ...

... En la concesión del Premio Nobel de la Paz 1991 a Aung San Suu Kyi, el Comité Nobel Noruego desea hacer honor a esta mujer por sus esfuerzos incansables y para mostrar su apoyo a las muchas personas en todo el mundo que se esfuerzan por alcanzar la democracia, los derechos humanos y la conciliación étnica por medios pacíficos.
Oslo, 14 de octubre de 1991

En 1995, Aung San Suu Kyi pronunció el discurso principal en la Cuarta Conferencia Mundial sobre la Mujer en Beijing.
Los ganadores del Premio Nobel de la Paz (Desmond Tutu, the Dalai Lama, Shirin Ebadi, Adolfo Pérez Esquivel, Mairead Corrigan, Rigoberta Menchú, Prof. Elie Wiesel, el presidente de E.U. Barack Obama, Betty Williams, Jody Williams y el expresidente estadounidense Jimmy Carter) pidieron a los gobernantes de Birmania su puesta en libertad con el fin de "crear las condiciones necesarias para un diálogo auténtico con Daw Aung San Suu Kyi, todas las partes interesadas y los grupos étnicos con el fin de lograr una reconciliación nacional incluyente con el apoyo directo de las Naciones Unidas." Parte del dinero que recibió por parte del premio de ayuda a la caridad con sede en Londres se usó para el fondo de la perspectiva Birmania, que ofrece becas de educación superior a los estudiantes birmanos.
El 16 de junio de 2012, Aung San Suu Kyi fue finalmente capaz de entregar su discurso de aceptación del Nobel (conferencia Nobel) en el Ayuntamiento de Oslo, dos décadas después de haber sido galardonada con el premio de la paz.

Suu Kyi reuniéndose con Barack Obama en la Casa Blanca en septiembre del 2012.

En septiembre del 2012, Aung San Suu Kyi recibió personalmente la Medalla de Oro del Congreso de los Estados Unidos, el cual es el premio más importante del Congreso. Ya que fue galardonada con la medalla en 2008, pero en ese momento ella estaba bajo arresto domiciliario, y no pudo recibirla. Aung San Suu Kyi fue recibida con apoyo de ambos partidos del Congreso, como parte de una gira de costa a costa por los Estados Unidos. Además, Aung San Suu Kyi se reunió con el presidente Barack Obama en la Casa Blanca. La experiencia fue descrita por Aung San Suu Kyi como "uno de los días más emocionantes de mi vida".
A partir del 2014, ella está en el número 61 en la lista de las mujeres más poderosas del mundo de la revista Forbes.

### Organizaciones

La Dama con el embajador francés de derechos humanos Francois Zimeray.

- Freedom Now, una organización sin fines de lucro ubicada en Washington, a la que un miembro de su familia solicitó ayuda en el 2006 con el propósito de asegurar la liberación de Aung San Suu Kyi de su arresto domiciliario. La organización aseguró varias opiniones del Grupo de Trabajo sobre la Detención Arbitraria de las Naciones Unidas, de que su detención era una violación del derecho internacional; y se dedicó a su promoción política, como el encabezar una carta de parte de 112 expresidentes y primeros ministros dirigida al secretario general de la ONU, Ban Ki -moon, pidiéndole que fuera a Birmania para buscar su liberación, lo que hizo seis semanas más tarde, además de publicar numerosos ensayos y constantemente mantener la comunicación con los medios sobre su detención en curso. Su representación terminó cuando fue liberada de su arresto domiciliario el 13 de noviembre de 2010.[228]
- Aung San Suu Kyi ha sido miembro de honor de la IDEA Internacional y el Artículo 19 desde su detención, además de haber recibido el apoyo de estas organizaciones.
- La Vrije Universiteit Brussel y la Université catholique de Louvain, ambas localizadas en Bélgica, le otorgaron el título Doctor Honoris Causa.[229]
- En el 2003, el Foro de la Libertad reconoció los esfuerzos de Suu Kyi por promover la democracia pacífica dándole el premio anual Al Neuharth Free Spirit, en el que se presentó por llamada por satélite porque continuaba bajo arresto domiciliario. Ella fue premiada con un millón de dólares.[230]
- En junio de cada año, la campaña estadounidense por Birmania organiza cientos de reuniones llamadas "Auto arresto" alrededor del mundo, esto en apoyo a Aung San Suu Kyi. En estas reuniones, los organizadores se quedan voluntariamente bajo arresto domiciliario durante 24 horas, invitan a sus amigos, y aprenden más de Birmania y Aung San Suu Kyi.[231]
- La campaña por la libertad, un esfuerzo conjunto entre el Centro de Acción de Derechos Humanos y la Campaña Estadounidense por Birmania, busca elevar la atención mundial sobre la lucha de Aung San Suu Kyi y el pueblo de Birmania.
- La campaña de Reino Unido por Birmania es una organización no gubernamental que promueve la sensibilización con respecto a la lucha de Birmania y seguir las directrices establecidas por la Liga Nacional por la Democracia y Aung San Suu Kyi.
- En el 2006 el St. Hugh's College, en Oxford, donde estudió Suu Kyi, dedicó su baile anual al apoyo de Birmania.[232] El 20 de junio de 2012 la universidad la premió con un doctorado de honor en derecho civil, durante su visita a su aula mater.[233]
- Aung San Suu Kyi es la líder oficial de la Casa Rafto de derechos humanos en Bergen, Noruega. Ella recibió el premio Thorolf Rafto Memorial en 1990.
- En noviembre de 1999, ella fue nombrada ciudadana de honor de la Ciudad de Dublín, Irlanda, por lo que un espacio en blanco fue dejado en el lugar de su firma para simbolizar su continua detención.
- En noviembre de 2005 el grupo de derechos humanos Equality Now propuso a Aung Sun Suu Kyi como un candidato potencial, entre otras mujeres calificadas, para el puesto de Secretaria General de las Naciones Unidas.[41] En la lista de candidatas propuesta por by Equality Now se reconocía a Suu Kyi como La primera ministra electa de Birmania.[41]
- El enviado especial de las Naciones Unidas a Myanmar, Ibrahim Gambari, conoció a Aung San Suu Kyi el 10 de marzo de 2008, antes de regresar de su viaje del país controlado por el ejército.[234]
- Aung San Suu Kyi fue miembro de honor de The Elders, un grupo de líderes de eminencia global reunidos por Nelson Mandela.[235] Su detención en proceso significaba que ella no era capaz de tomar un rol activo en el grupo, así que el grupo reservó un asiento vacío para ella en sus reuniones.[236] El grupoThe Elders constantemente pidieron la liberación de todos los prisioneros políticos de Birmania.[237] Tras su elección en el parlamento, renunció a su puesto.[238]
- En el 2010, Aung San Suu Kyi recibió un doctorado honorario por parte de la Universidad de Johannesburgo.[239]
- En el 2011, Aung San Suu Kyi fue nombrada directora invitada del 45 Festival de Brighton.[cita requerida]
- Ella fue parte del jurado internacional de los defensores de derechos humanos y personalidades que ayudaron a elegir un logotipo universal de los Derechos Humanos en 2011.[240]
- En junio de 2011, la BBC anunció que Aung San Suu Kyi iba a pronunciar las Reith Lectures en el 2011. La BBC grabó en secreto dos conferencias con Aung San Suu Kyi en Birmania, que salieron de contrabando fuera del país y hasta llegar a Londres.[241] Las lecturas fueron transmitidas en la BBC Radio 4 y el BBC World Service el 28 de junio de 2011 y el 5 de julio de 2011.
- En noviembre de 2011, Suu Kyi recibió a Francois Zimeray, embajador francés por los derechos humanos.
- El 8 de marzo de 2012, el ministro canadiense de asuntos extranjeros John Baird le entregó aung San Suu Kyi a un certificado honorario de ciudadanía canadiense, como una invitación a visitar Canadá.
- En abril del 2012, el primer ministro británico David Cameron se convirtió en el primer líder de una potencia mundial, en visitar a Aung San Suu Kyi y el primero de los primer ministros desde 1950. En su visita Cameron invitó a San Suu Kyi a Inglaterra, donde ella iba a poder visitar su "amado" Oxford, una invitación que ella aceptaría más tarde. Ella visitó Inglaterra el 19 de junio de 2012.
- En mayo de 2012, Suu Kyi recibió el primer Premio Václav Havel for la disidencia creativa de la Fundación de los Derechos Humanos.[242]
- El 29 de mayo de 2012 el Primer ministro de India Manmohan Singh visitó a Aung San Suu Kyi. En su visita, el primer ministro invitó a Aung San Suu Kyi a visitar India. Ella comenzó su visita de 6 días a India, el 16 de noviembre de 2012, entre los lugares que visitó, fue a su Alma Mater Lady Shri Ram College en New Delhi.
- La Universidad Nacional de Corea en Corea del sur, le confirió en febrero de 2013 el grado de doctora de honor a Aung San Suu Kyi.[243]
- La Universidad de Bologna, en Italia le confirió un doctorado honorario en filosofía a Aung San Suu Kyi en octubre de 2013.
- En noviembre de 2013 La Universidad de Monash, La Universidad Nacional de Australia, La Universidad de Sydney  y La Universidad Tecnológica de Sydney le confirieron un doctorado honorario a Aung San Suu Kyi.

## Libros
- Freedom from Fear (1991)
- Letters from Burma (1997)

## Tributos
El cantante de U2 Bono escribió la canción "Walk On" en tributo a Suu Kyi, y publicaron su situación durante el U2 360° Tour, 2009-2011.
El saxofonista Wayne Shorter compuso una canción titulada "Aung San Suu Kyi". La cual apareció en su álbum 1 + 1 (con el pianista Herbie Hancock) y el álbum Footprints Live!

## Problemas de salud
Ella tuvo una cirugía debido a su condición ginecológica en septiembre del 2003, en el Hospital Asia Royal durante su arresto domiciliario. Ella se sometió a una cirugía menor de pies, en diciembre de 2013. Su doctor mencionó que ella no tenía ningún problema de salud serio, pero pesaba solo 48 kilogramos, y presión arterial baja, por lo que se podría debilitar con facilidad.

## Película biográfica
La vida de Suu Kyi y su esposo Michael Aris se encuentra retratada en la película de Luc Besson The Lady, de 2011, donde fueron interpretados por Michelle Yeoh y David Thewlis. Besson visitó a Suu Kyi en el 2011 antes del estreno de la película en noviembre.